# Groszmann Ferenc
Groszmann Ferenc (Pálfalva, 1884. február 25. – Budapest, 1959. március 8.) gyermekgyógyász, főorvos.

## Életpályája
Groszmann Mór és Rosenberg Johanna fiaként született. Orvosi oklevelének megszerzését (1908) követően a Pesti Izraelita Hitközség Bródy Zsigmond és Adél Gyermekkórházának segédorvosa lett. Az első világháború idején egy kórházvonat parancsnokaként teljesített szolgálatot. 1929 decemberében a Gyermekkórház Belgyógyászati Osztályának főorvosává nevezték ki. A nyilas hatalomátvételt követően a Wesselényi utca 44. szám alatti Zsidó Szükségkórházat vezette 1945 áprilisáig. A háborút követően a Gyermekkórház beolvadt a Pesti Izraelita Hitközség Szabolcs Utcai Kórházába, ahol folytatta osztályvezetői munkáját. Az 1950-es években nyugalomba vonult. Számos tanulmánya jelent meg magyar és német nyelvű folyóiratokban.
A Kozma utcai izraelita temetőben nyugszik.

## Művei
- A Bródy Zsigmond- és Adél-gyermekkórház belgyógyászati osztályán használatos gyógyeljárások. (Különlenyomat a Klinikai recipe-könyvből., 1914)

## Díjai, elismerései
- Érdemes orvos (1955)[4]